# 戴戎光
戴戎光（1909年—1971年4月），字克戍。江蘇省阜寧縣人，曾任江陰要塞司令。

## 生平[1]
戴戎光兄弟三人號稱“戴氏三光”。兄長戴克光早年留學英國康橋大學；其弟戴曙光留學日本。戴本身是黄埔陆官第一名毕业生，名列前矛，让蒋校长颇得意企重，1949年3月担任中华民国陆军少將。1949年，中共地下黨人唐秉琳、唐秉煜兄弟以30兩黃金賄賂總統府軍務局局長俞濟時，協助戴戎光當上江陰要塞司令。
1949年4月21日在江陰要塞投共事件中被俘。其后戴戎光先后在华东军政大学和南京军事学院担任军事教员。1971年4月戴戎光在南京去世。